# 奧野敏聰
奧野敏聰（日语：奥野敏聡，1959年12月30日—），日本企業家及動畫製作人，現任OLM社長。出身於北海道。

## 人物
法政大學經營學部肄業後，1980年進入オービー企画任職，擔任製作人。1993年6月與神田修吉等人成立OLM，擔任代表取締役。之後參與精靈寶可夢劇場版的製作。2010年8月起出任IGポート取締役。